# Akrokorinth
Akrokorinth (griechisch Ακροκόρινθος Akrokórinthos (m. sg.), „Oberes Korinth“) ist ein seit der Antike befestigter Ort, der sich auf einem 575 m hohen Tafelberg in der Nähe der antiken Stadt Korinth in Griechenland befindet. Die sechs Kilometer südwestlich des heutigen Korinth gelegene Festungsanlage war die Akropolis und der höchste Punkt der antiken Stadt.

## Geschichte

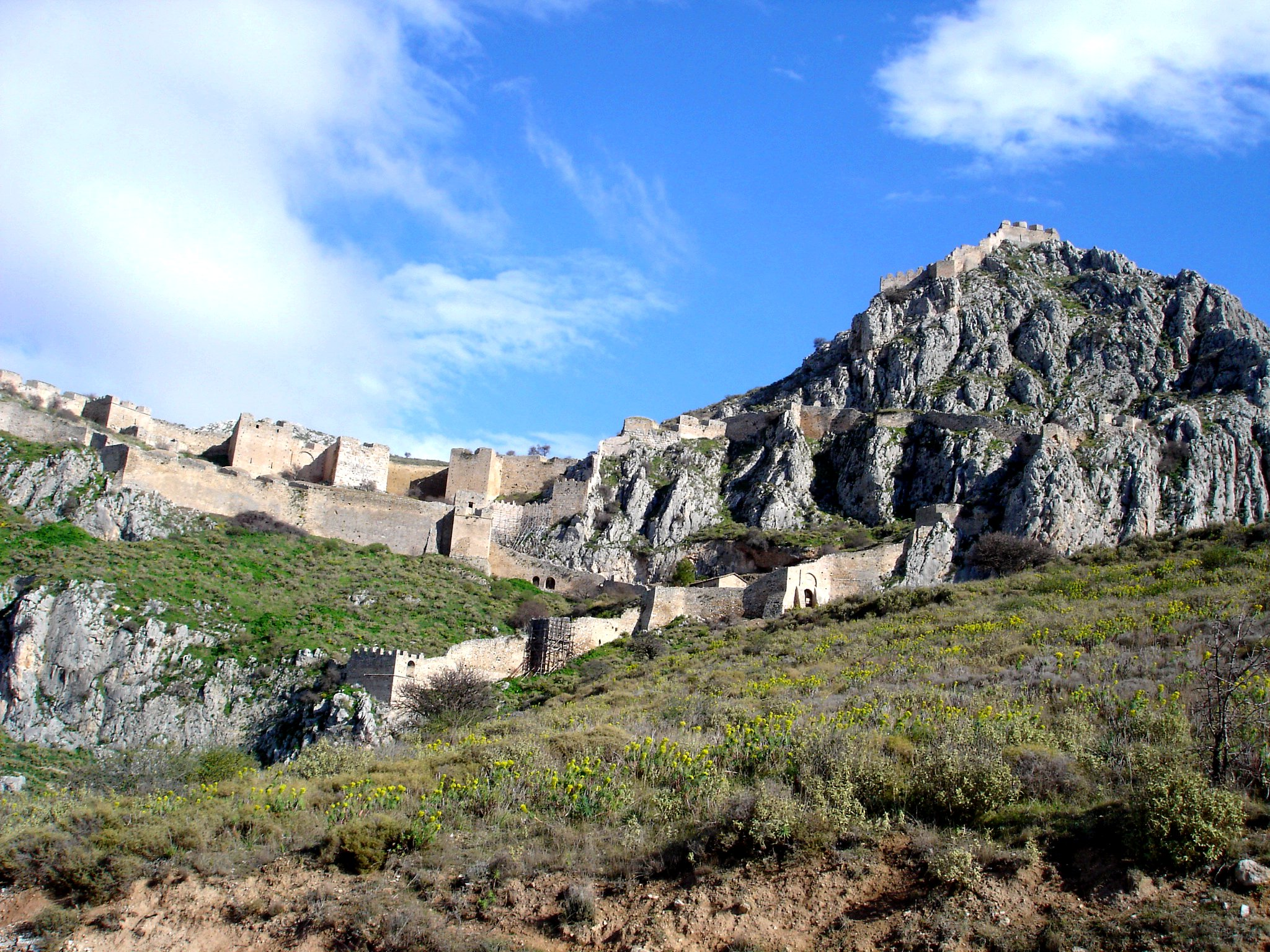
Westmauern und Eingang

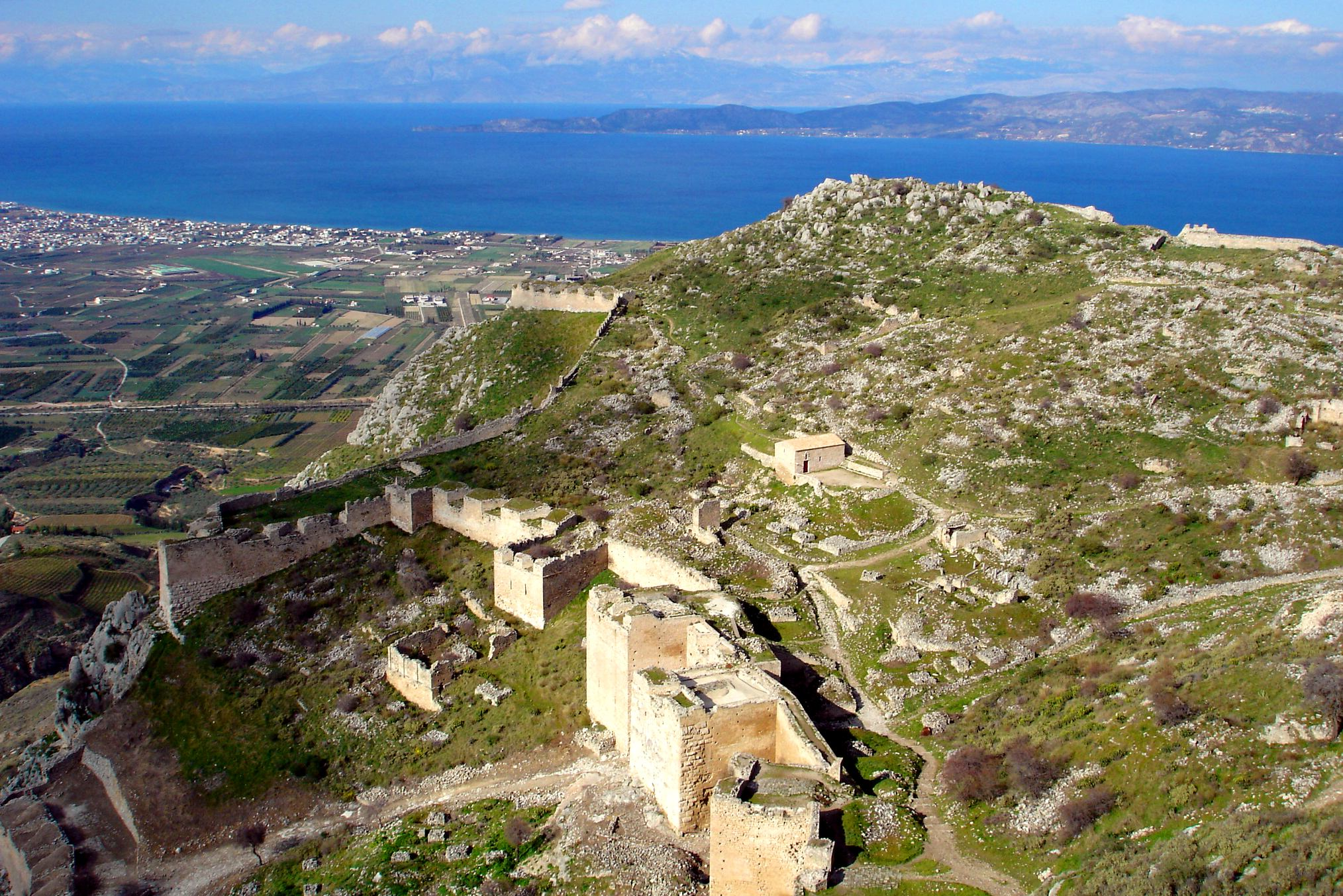
Blick über die Festung nach Norden

Vermutlich schon in der Jungsteinzeit kamen zumindest zeitweise Menschen nach Akrokorinth. Man wählte das hochgelegene Plateau, das durch Süßwasserquellen genügend Trinkwasser bereitstellte und die umliegende Gegend strategisch dominierte. Vom Akrokorinth aus konnten der Isthmus von Korinth und dessen fruchtbare Ebenen überwacht werden. Die Wahl dieses Standortes stellte sich als hervorragend geeignet heraus, da die später ausgebaute Festung der Bevölkerung und ihren Herrschern bis ins späte Mittelalter diente.
Die ältesten Funde kamen im Bereich des Aphrodite-Tempels zum Vorschein. Es handelt sich hierbei um zwei Fragmente einer späthelladischen Psi-Figur (SH III A; 14. Jahrhundert v. Chr.), zwei Scherben von protogeometrischen Kylikes (um 1000 v. Chr.). und eine früheisenzeitliche handgemachte Rinderfigur aus Terrakotta (10. Jahrhundert v. Chr.) Aus dieser Epoche fanden sich jedoch keine Architekturfragmente. Im 8. Jahrhundert v. Chr. erlangte das florierende Korinth politische und wirtschaftliche Unabhängigkeit. Die ersten Befestigungen von Akrokorinth gehen auf die Zeit der tyrannischen Herrscher der Familie der Kypseliden zurück (657/6–582/1 v. Chr.). Aus dieser Zeit stammt auch das älteste Gebäude, dass unter dem Tempel der Aphrodite nachgewiesen werden konnte.
Im 4. Jahrhundert v. Chr. wurde die Befestigung weiter ausgebaut. Nach der Schlacht von Chaironeia und der Gründung des Korinthischen Bundes wurde 337 v. Chr. auf Akrokorinth eine makedonische Garnison eingerichtet. Während der Diadochenkriege besetzte 315 v. Chr. Kassander die Akropolis, die vorher in der Hand seines Vaters Polyperchon war. 308 v. Chr. eroberte es Ptolemaios I. und 303 v. Chr. schließlich Demetrios I. Poliorketes. Nun blieb es 60 Jahre in der Hand der Antigoniden. 253/2 v. Chr. fiel der makedonische Statthalter Alexandros von Korinth ab, und erst als dieser 245 v. Chr. starb, kam durch die Heirat der Witwe Nikaia von Korinth mit Demetrios II. Akrokorinth wieder in makedonischen Besitz. 243 v. Chr. gelang es Aratos von Sikyon, dem Strategen des Achaiischen Bundes, in einer Sommernacht mit vierhundert Mann die Mauern von Akrokorinth zu ersteigen und schließlich einzunehmen. Er händigte es 224 v. Chr. Antigonos III. Doson aus, der wieder eine makedonische Besatzung installierte.
Nachdem Titus Quinctius Flamininus in der Schlacht von Kynoskephalai im Jahre 197 v. Chr. Makedonien besiegt hatte, erhielten die griechischen Städte wieder ihre Autonomie. Als man der Order, den Achaiischen Bund zu verlassen, nicht nachkam, rückten römische Truppen an. Obwohl man die Stadt kampflos übergab, ließ der römische Konsul Lucius Mummius die Stadt und Akrokorinth 146 v. Chr. vollkommen zerstören. 44 v. Chr. gründete Gaius Iulius Caesar die Stadt neu. Akrokorinth war jedoch strategisch uninteressant und wurde nicht restauriert. Die Stadt wuchs bis ins 6. Jahrhundert weiter an, und ab dem 3. Jahrhundert erlangte die Burg wieder an Bedeutung. So plünderten 267 die Heruler und 395 die Westgoten unter Alarich I. die Stadt.
Die starken Erdbeben in den Jahren 357 und 521 führten zu weiterer Beschädigung der Befestigung. Bei der Landnahme der Slawen auf dem Balkan im 6. bis 8. Jahrhundert kamen große Völkerscharen der Slawen nach Griechenland und siedelten auch bei Korinth und vielleicht auch auf Akrokorinth. Wahrscheinlich war der Berg auch vom 7. bis 9. Jahrhundert bewohnt. In der mittelbyzantinischen Zeit wurde die Befestigung erneuert. 995 überquerte der bulgarische Zar Samuel den Isthmus von Korinth. Als er jedoch von dem Herannahen des byzantinischen Kaisers Basileios II. hörte, trat er den Rückzug an, und so blieb Akrokorinth verschont.
Während des Zweiten Kreuzzugs plünderte der Normanne Roger II. von Sizilien im Jahr 1147 Korinth, und Akrokorinth wurde ihm von dem byzantinischen Kommandanten kampflos übergeben. 1203 eroberte Leon Sgouros, der Archon von Nauplia, Korinth und Akrokorinth. 1205 eroberten die Kreuzfahrer Otto de la Roche und Gottfried I. von Villehardouin die Unterstadt. Akrokorinth konnte zunächst nicht genommen werden und wurde nun belagert. Zu Beginn konnten die Verteidiger noch von außen mit Nahrungsmittel versorgt werden und fügten den Angreifern über zwei Jahre mit Überraschungsangriffen große Verluste zu. Zur Unterstützung der Belagerung und zum Zurückschlagen von Ausfällen erbaute Jakob II. von Avesnes laut der Chronik von Morea die Burg Montesquieue oder Mont Escouvé 1,25 km südwestlich des Haupteingangs von Akrokorinth. 1208 zeigte die Belagerung Wirkung. Um nicht zu verhungern oder durch die Hand der Franken zu fallen, soll Leon Sgouros auf sein Pferd gestiegen und im vollen Galopp in die Tiefe gesprungen sein und starb. Michael I. Komnenos Dukas Angelos erbte nun Akrokorinth und setzte seinen Halbbruder Theodoros I. Komnenos Dukas als Verwalter ein. Als die Nahrungsmittel knapp wurden, musste er die Burg an die Franken übergeben, und so kam sie in den Besitz des Fürstentums Achaia.
Am 23. April 1358 belieh Robert von Tarent den Florentiner Niccolò Acciaiuoli für seine Verdienste mit der Kastellanei Korinth, zu der neben acht weiteren Burgen auch Akrokorinth gehörte, als erbliche Baronie. Als Niccolò Acciaiuolis Sohn Nerio I. Acciaiuoli 1394 starb, ging die Burg im folgenden Jahr an dessen Tochter Francesca Acciaiuoli und ihren Ehemann Carlo I. Tocco. Dieser trat sie an Theodor I. Palaiologos, den Despoten von Morea und weiterer Schwiegersohn Nerios I., ab. Als die Osmanen gegen Theodor I. vorrückten, sah er nur eine Möglichkeit, das Land vor ihrem Zugriff zu schützen: Er verkaufte es 1400 an den Malteserorden auf Rhodos. So kam Akrokorinth in den Besitz des Ritterordens. Doch schon 1404, als die Gefahr gebannt war, kaufte er es wieder zurück.
1458 eroberte Sultan Mehmed II. Akrokorinth. 1463 versuchte der Venezianer Bartoldo II. d’Este, die Burg den Osmanen wieder zu entreißen. Der Versuch misslang jedoch, und Bartoldo wurde im Kampf schwer verletzt und starb. 1612 konnte Vaqueras, der Befehlshaber des Malteser Ordens, die Festung einnehmen, und gab sie erst wieder frei, als er ein Lösegeld erhielt. Am 9. August 1687 nahmen die Venezianer die Burg ohne Widerstand ein. Zwei Versuche in den Jahren 1689 und 1692, sie wieder zu erlangen, schlugen fehl. 1715 belagerte der osmanische Großwesir Silahdar Damat Ali Pasha Akrokorinth. Nach 13-tägigem massivem Beschuss konnte die Burg gestürmt werden. Es kam zu Brandschatzung und Massakern, 200 rhomäische Bewohner wurden in die Sklaverei verkauft.
Die osmanischen Herrscher wurden während des griechischen Unabhängigkeitskrieges vertrieben. 1821 besetzten christliche Arvaniten aus Megara die Burg. Sie wurde jedoch bald wieder zurückerobert. Am 14. Januarjul. / 26. Januar 1822greg. übergab nach Verhandlungen mit den Rebellen die türkische Besatzung die Burg an die Griechen und zog ab. Doch schon im Juli desselben Jahres wurde sie kurz von osmanischen Truppen gehalten. 1827 wurde sie endgültig an die Griechen übergeben. Die Festung verlor danach ihre strategische Bedeutung. Eine neue Stadt entstand neben der durch Erdbeben zerstörten antiken Siedlung, und die Festung Akrokorinth wurde dem Verfall überlassen.
Akrokorinth wurde erstmals 1896 durch die American School of Classical Studies at Athens ausführlich untersucht.
Der Tafelberg von Akrokorinth ist unter dem Namen Akrokorinthos als Natura 2000 Schutzgebiet ausgewiesen.

## Die Festungsanlage

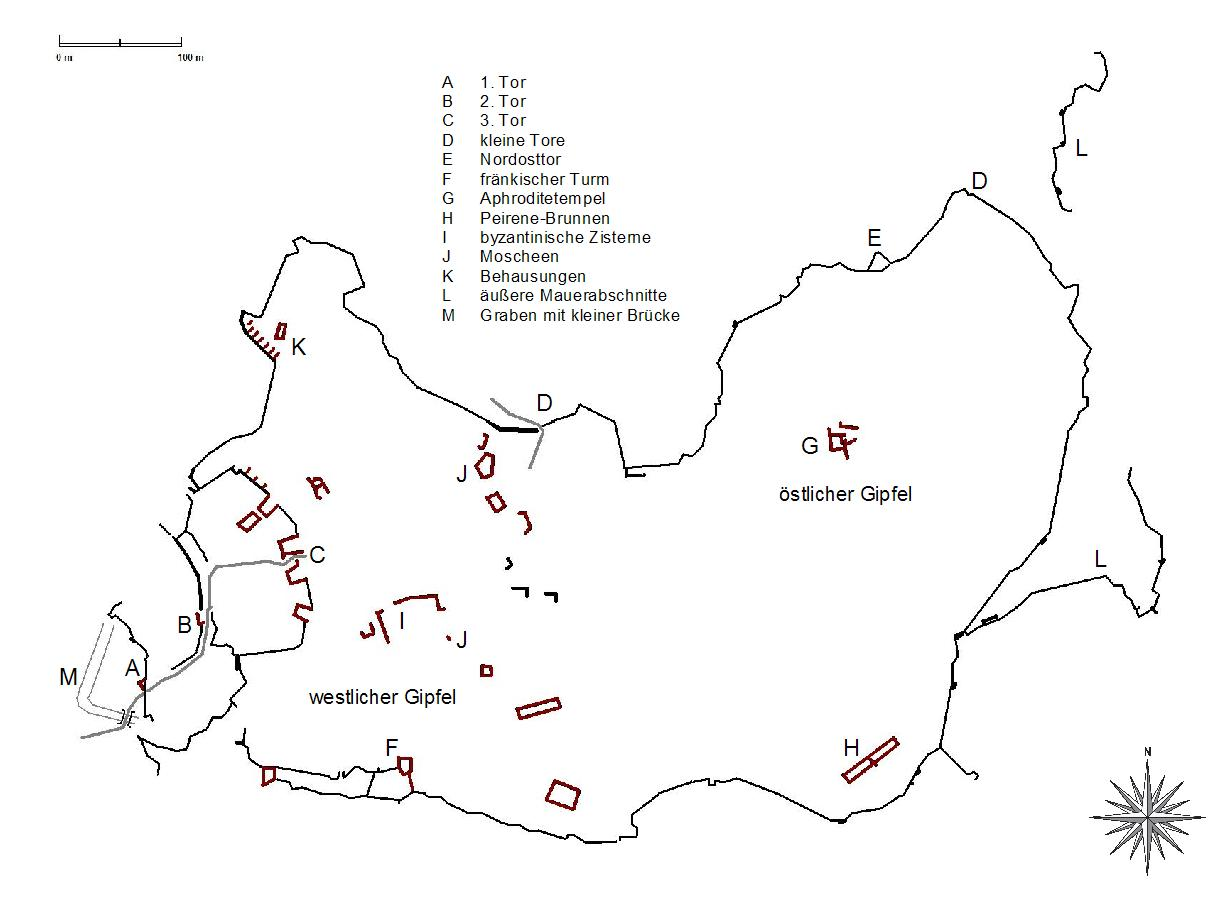
Plan der Festungsanlage

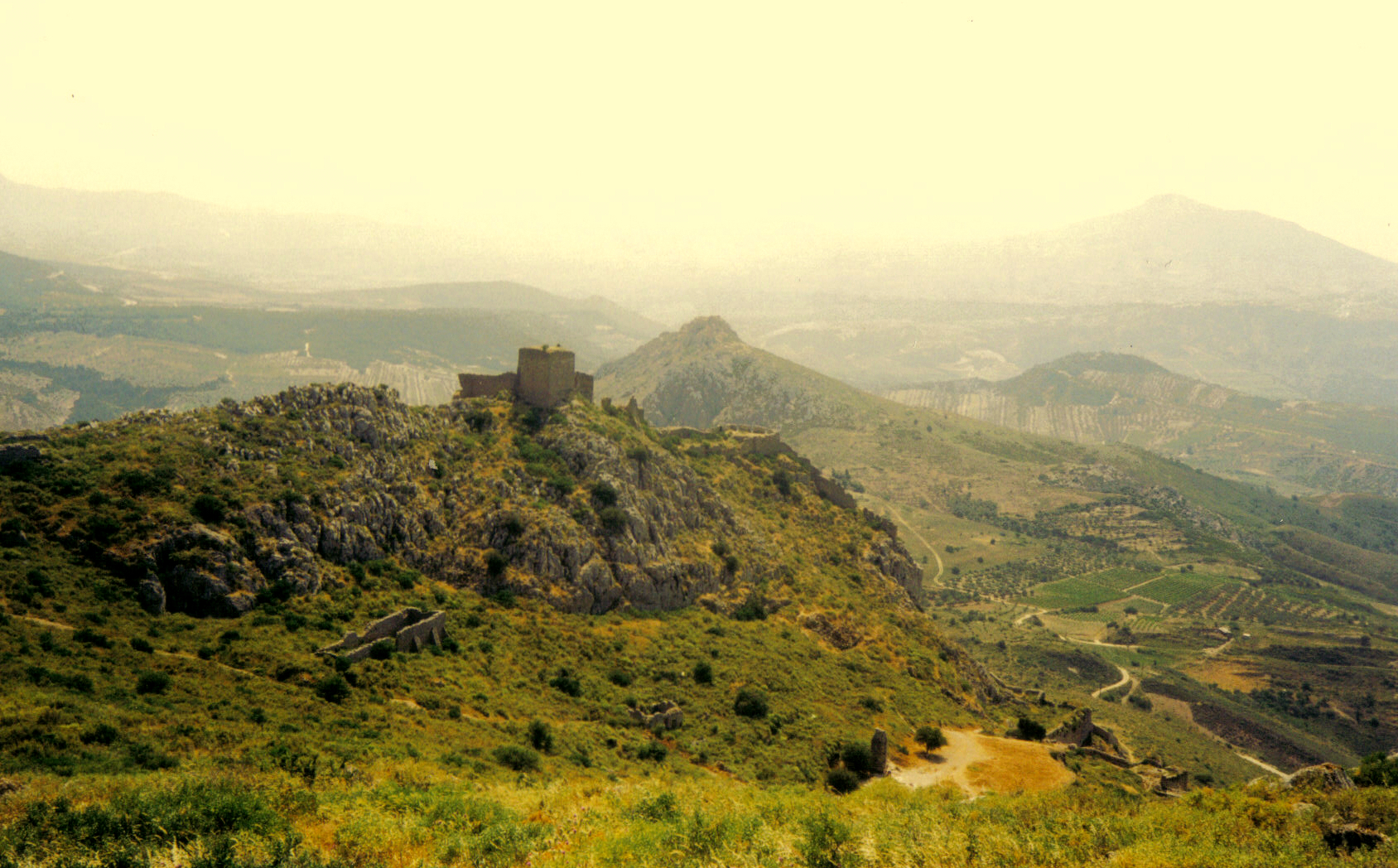
Der fränkische Turm auf dem Westgipfel

Die Anlage umfasst zwei Gipfel des 575 m hohen Felsmassivs. Zwischen diesen entspringen kleine Quellen, die die Siedlung mit Wasser versorgten. Das relativ große Areal konnte durch kluges Verbinden der Lagevorteile mit den Wallsystemen ideal verteidigt werden. Es gibt praktisch nur einen Zugang im Westen der Festung, der durch eine dreifache Verteidigungsmauer mit drei starken Toren befestigt wurde. Vor dem ersten Tor befindet sich ein tiefer, ungleichmäßiger Graben. Das markante Mauersystem mit einer Gesamtlänge von fast zwei Kilometern zeigt, wie gut die Erbauer sich dem Gelände des Berges angepasst und ihn in ihre Verteidigung eingebunden haben.
Im Norden, Osten und Süden schützen steil abfallende Geröll- und Felshänge die Anlage. Trotzdem umfasst eine zusammenhängende Schutzmauer die gesamte Siedlung. Zudem befinden sich zusätzliche Mauern im Westen. Im nördlichen Teil der Festungsmauer befinden sich drei kleinere Tore, die wahrscheinlich als Ausfalltore dienten.
Das älteste noch sichtbare Gebäude befindet sich auf dem östlichen Gipfel. Hier stand der Tempel der Aphrodite, in deren Heiligtum angeblich viele Tempelprostituierte tätig waren. Die noch sichtbaren Elemente stammen jedoch von einer byzantinischen Kapelle, die auf den Fundamenten des Tempels errichtet wurde.
Auf dem entgegengesetzten Gipfel befindet sich die Ruine eines fränkischen Turmes, der später durch die Venezianer und die Osmanen ausgebaut und erweitert wurde. Im Inneren der Burg befinden sich vor allem am Fuße des westlichen Gipfels zahlreiche Bauwerke aus den verschiedenen Epochen. Dazu gehören eine venezianische Kirche, osmanische Behausungen, Brunnen und kleine Moscheen sowie eine byzantinische Zisterne.
Da die Gebäude und Mauern häufig auch mit Hilfe der antiken Steine der Ruinen erbaut wurden, ist es zum Teil schwierig, diese zeitlich zuzuordnen.
Zur Erhaltung der Anlage wurden zahlreiche Mauerabschnitte und Gebäude wiederhergestellt. Der zwischen den Gipfeln gelegene Peirene-Brunnen wurde 1930 restauriert. 1965 und 1966 wurde die Brücke über den Graben und das Wachhaus am ersten Tor wiederhergestellt. In den 1970er Jahren konzentrierte man sich auf die Erhaltung der ersten beiden Tore und der daran liegenden Mauerabschnitte. Weitere Maßnahmen, beispielsweise das Ersetzen der Holzbrücke am Eingang, wurden 1993 bis 1995 durchgeführt.